# Liste der Stolpersteine in Petersberg (Saalekreis)
Die Liste der Stolpersteine in Petersberg (Saalekreis) enthält alle Stolpersteine, die im Rahmen des gleichnamigen Kunst-Projekts von Gunter Demnig in Petersberg (Saalekreis) verlegt wurden. Mit ihnen soll Opfern des Nationalsozialismus gedacht werden, die in Petersberg lebten und wirkten. Die erste Verlegung fand am 7. Mai 2013 statt.

## Liste der Stolpersteine
| Adresse              | Datum der Verlegung | Person | Inschrift | Bild              | Bild des Hauses            |
| -------------------- | ------------------- | --- | --- | ----------------- | -------------------------- |
| Hallesche Straße 2 · | 7. Mai 2013         | David Naruhn (1895–1942) David Naruhn stammte aus Raguva (Litauen). Da er als Jude eine deutsche Geliebte hatte, wurde er bereits 1939 wegen „Rassenschande“ von einem halleschen Gericht verurteilt, es folgte ein Leidensweg durch Zuchthäuser und KZ. Im April 1942 ist er unter Häftlingsnummer 3810 im KZ Buchenwald registriert von dort zum KZ Dachau überstellt und im Oktober 1942 ins KZ Auschwitz deportiert. Sein weiteres Schicksal ist unbekannt. | Hier wohnte David Naruhn Jg. 1895 verhaftet 1942 ‘Rassenschande’ Buchenwald deportiert 1942 Auschwitz ermordet | weitere Bilder \| | Das Haus von David Naruhns |